# Santos Futebol Clube
El Santos Futebol Clube (pronunciado /ˈsɐ̃tus futʃiˈbɔw ˈklubi/ (escucharⓘ)), conocido popularmente como Santos, es un club polideportivo brasileño, con sede en la ciudad de Santos, Estado de São Paulo. También es el equipo con más goles en la historia del fútbol. Fue fundado el 14 de abril de 1912 y en la temporada 2025 disputará el Campeonato Brasileño de Serie A tras ascender y ser campeón desde el Campeonato Brasileño de Serie B 2024.  Sus colores iniciales serían el blanco, azul y dorado, pero un año después de su fundación se decidió que los colores del club serían el blanco y el negro. Sus máximos rivales en el fútbol son el Palmeiras, con el que compiten en el Clássico da Saudade; Corinthians, con quien disputa el Alvinegro Clásico; y São Paulo, con quien compite en San-São.
El Peixe juega sus partidos de local en el Estadio Urbano Caldeira, más conocido como Vila Belmiro que actualmente tiene capacidad para 20.120 espectadores. El himno santista más reconocido es el "Leão do Mar" escrito por Mangeri Neto.
Santos se ha convertido en el fútbol en uno de los clubes más exitosos de Brasil y reconocido a nivel mundial. Se hizo famoso en los años 60 por los varios títulos internacionales y nacionales que ganó y por haber revelado a Pelé, considerado por muchos como el mejor jugador de la historia de este deporte, y según la FIFA, el mejor jugador del siglo XX.
A lo largo de su historia, Santos ganó un gran número de títulos internacionales, entre los que destacan las Copa Intercontinentales de 1962 y 1963, la Copa Libertadores de 1962, 1963 y 2011, la Supercopa de Campeones Intercontinentales de 1968, la Supercopa Sudamericana de Campeones Intercontinentales de 1968, la Copa Conmebol 1998 y la Recopa Sudamericana 2012. En el escenario nacional, fue ocho veces campeón brasileño en 1961, 1962, 1963, 1964, 1965, 1968, 2002 y 2004. También a nivel nacional, el club tiene una Copa de Brasil en 2010, totalizando nueve conquistas nacionales. Otros títulos importantes incluyen cinco Torneos Rio-São Paulo (poseedor de récord junto a Corinthians y Palmeiras), 22 Campeonatos Paulistas y la Copa Paulista 2004. En la suma de títulos oficiales de ámbito internacional y nacional, el club suma 17 logros. En total, sumando competiciones oficiales, amistosos y otras copas, el club suma 305 títulos. Santos, junto con Palmeiras, Cruzeiro e Internacional, fue uno de los pocos en ganar el Campeonato Brasileño invicto, en 1963, 1964 y 1965. Además es el único club brasileño en ser campeón estatal, nacional, continental y mundial en el mismo año, en 1962.
En una encuesta en el año 2000 de parte de FIFA se le eligió, entre diez clubes latinoamericanos, como el mejor club de América del siglo XX y el quinto más grande del mundo, y también recibió en el año de su centenario en la cámara de diputados de Brasilia por la FIFA el título de "mayor club sudamericano del siglo XX".
La IFFHS lo ha elegido cuatro veces como el Mejor equipo del mundo del mes. Desde el año 2000 se realiza este Ranking. Un estudio realizado en 2013 por la consultoría londinense Brand Finance muestra al Santos como el segundo club más valioso de Brasil, segundo de América Latina y 38a mayor valor de marca del mundo, con US$65 millones, al frente de otros grandes clubes del continente como Flamengo, São Paulo, Boca Juniors y River Plate.
Por otro lado gracias a sus triunfos en 1962 y 1963 en la ya antigua Copa Intercontinental, forma parte del selecto grupo de los únicos 31 clubes en el mundo que han ganado el máximo campeonato de clubes de fútbol a nivel mundial, entre más de 300.000 clubes reconocidos por FIFA. Por lo que además, es el primer "Bicampeón Mundial" de la historia, al conquistar los 2 campeonatos mundiales de forma consecutiva.
Santos es uno de los equipos más populares de Brasil. Según investigaciones del Instituto DataFolha, publicado el 2 de febrero de 2006, el Santos tiene la sexta mayor hinchada de Brasil con un 4% de la preferencias nacionales.[cita requerida] Se estima que el club cuenta con 8 a 10 millones de aficionados, presente en todos los estados de Brasil. Un dato curioso es que la ciudad que cuenta con el mayor número de aficionados no es Santos sino la ciudad de São Paulo y la región metropolitana de São Paulo, Gran São Paulo región cuyo club cuenta con alrededor de 1,8 millones de hinchas. En la actualidad Santos cuenta con más de 70,000 socios miembros.[cita requerida] Además cuenta con gran cantidad de filiales por todo el mundo. La más grande se encuentra en Argentina, filial que se desempeña hace más de 40 años en Parana - Entre Ríos.

## Historia

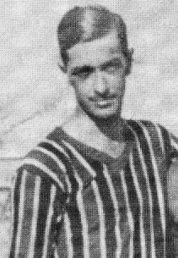
Araken Patusca es considerado como una de las figuras más emblemáticas de Santos.

El Santos fue fundado el 14 de abril de 1912, por iniciativa de tres deportistas de la ciudad, Francisco Raymundo Marqués, Mário Ferraz de Campos y Argemiro de Souza Júnior, que convocaron una asamblea en la sede del Club Concórdia localizado en la Rúa do Rosário n.º 18, en la parte superior de la antigua panadería y confitería Suissa -actual Avenida João Pessoa-, para la creación de un equipo de fútbol.
Durante la reunión, surgió la duda en relación con el nombre que sería dado a esta agrupación. Varias sugerencias aparecieron: Concórdia, África, Brasil Atlético, entre otros. Pero los participantes de la reunión aclamaron, por unanimidad, la propuesta de Edmundo Jorge de Araújo de denominarlo Santos Foot-Ball Club. El primer presidente del club, electo tras la reunión fue Sizino Patuska. En la misma reunión se decidieron los colores del club, siendo el primero constituido por camisa con bastones verticales azul y blanco separados por un hilo dorado en honor al Clube Concórdia, local de aquella reunión.
La primera presentación del equipo, considerada como un partido de entrenamiento, ocurrió el día 23 de junio de 1912, en el campo de Vila Macuco, contra un combinado local. La confrontación fue ganada por el Santos con un marcador de 2 a 1, con goles de Anacleto Ferramenta y Geraule Ribeiro. El equipo del Santos formó con: Julien Fauvel; Simón y Ari; Bandeira, Ambrósio y Oscar; Bulle, Geraule, Esteves, Fontes y Anacleto Ferramenta.
El primer partido considerado oficial se produjo el 15 de septiembre de 1912. Santos venció al Santos Athletic Club actual Club dos Ingleses por 3 a 2, en el campo de la Avenida Ana Costa, n.º 22 - lugar donde hoy se encuentra la Iglesia Coração de María. El primer gol del encuentro fue marcado por Arnaldo Silveira que tenía el apodo de Miúdo. El gol se considera el primero de la historia del Club; los otros dos goles fueron anotados por el propio Miúdo y por Adolpho Millón Júnior. El equipo principiante entró en campo con la siguiente formación: Julien Fauvel; Sidnei y Arantes; Ernani, Oscar y Montenegro; Millón, Hugo, Nilo, Simón y Arnaldo Silveira.
En 1913, fue disputado por primera vez, el Campeonato Santista de Fútbol, que contó con la participación de Santos, América, Escolástica Rosa y Atlético. El Alvinegro Praiano fue el campeón, con seis victorias en seis partidos, 35 goles a favor y solamente siete contra. Este fue el primer título de la historia del Club. Entonces recibió una invitación de la Liga Paulista de Fútbol para disputar el campeonato estatal de aquel año. Esta fue la primera competición oficial disputada por el Club. El estreno sucedió el día 1 de junio, ante el Germania. El resultado, sin embargo, no fue nada animador: derrota por 8 a 1. Santos jugó con Durval Damasceno, Sebastião Arantes y Sydnei Simonsen; Geraule Ribeiro, Ambrósio Silva y José Pereira da Silva; Adolfo Millón, Nilo Arruda, Anacleto Ferramenta, Harold Cross y Arnaldo Silveira.
Muchas dificultades, viajes constantes y malos resultados en los juegos forzaron al equipo abandonar la competición. La única victoria fue justamente contra el equipo que en el futuro sería su principal rival y que también se estrenaba en el campeonato de aquel año el Corinthians 6-3. En 1915, Santos volvió a disputar el Campeonato Santista, consiguiendo su segundo título usando el nombre de União FC, debido a que APEA, liga en la que permanece afiliado, no le permitía jugar con su nombre oficial.
De 1921 a 1926, Santos hizo campañas débiles en el Campeonato Paulista, pero fue el período necesario para el surgimiento de la primera generación del que se haría una tradición en el Alvinegro: el descubrimiento y creación de jóvenes talentos. A lo largo del Campeonato Paulista de 1927, el club ganó el estado por los resultados elásticos, que se tradujo en 100 goles a favor y un promedio de 6,25 goles por partido. Es el más alto promedio de goles de un club brasileño en una liga brasileña. Santos reveló dos grandes estrellas, Araken Patuska y Feitiço. Luego sería subcampeón en 1928 y 1929, siempre haciendo muchos goles. En 1931 fue nuevamente subcampeón, pero Araken no estaba más en el club, retornaría en 1935.
Desde los primeros años de existencia, el cuadro de fútbol de Santos obtuvo éxitos inolvidables, tanto en partidos locales como internacionales, pero necesitaba ganar su primer título importante, para lograr superar la estructura de sus rivales de la capital del estado. El título de campeón del Estado, el más importante en disputa ocurrió en 1935, después de una caída de dos años antes debido a la aparición del profesionalismo en el fútbol brasileño. La final del Campeonato tuvo lugar el 17 de noviembre, en el Parque de St. George, la casa del rival. El resultado fue 2 a 0 contra el Corinthians, que ya no luchaba por el título. Los Corintios enfrentarían incluso a Palestra Itália de la en la siguiente ronda, y si le ganaban a Santos y perdieran con Palestra, habría un desempate final entre Santos e Italia. Los goles fueron anotados por Raúl Cabral Araken Guedes y Zahra. Así, el Santos FC ganó su primer Paulistao.

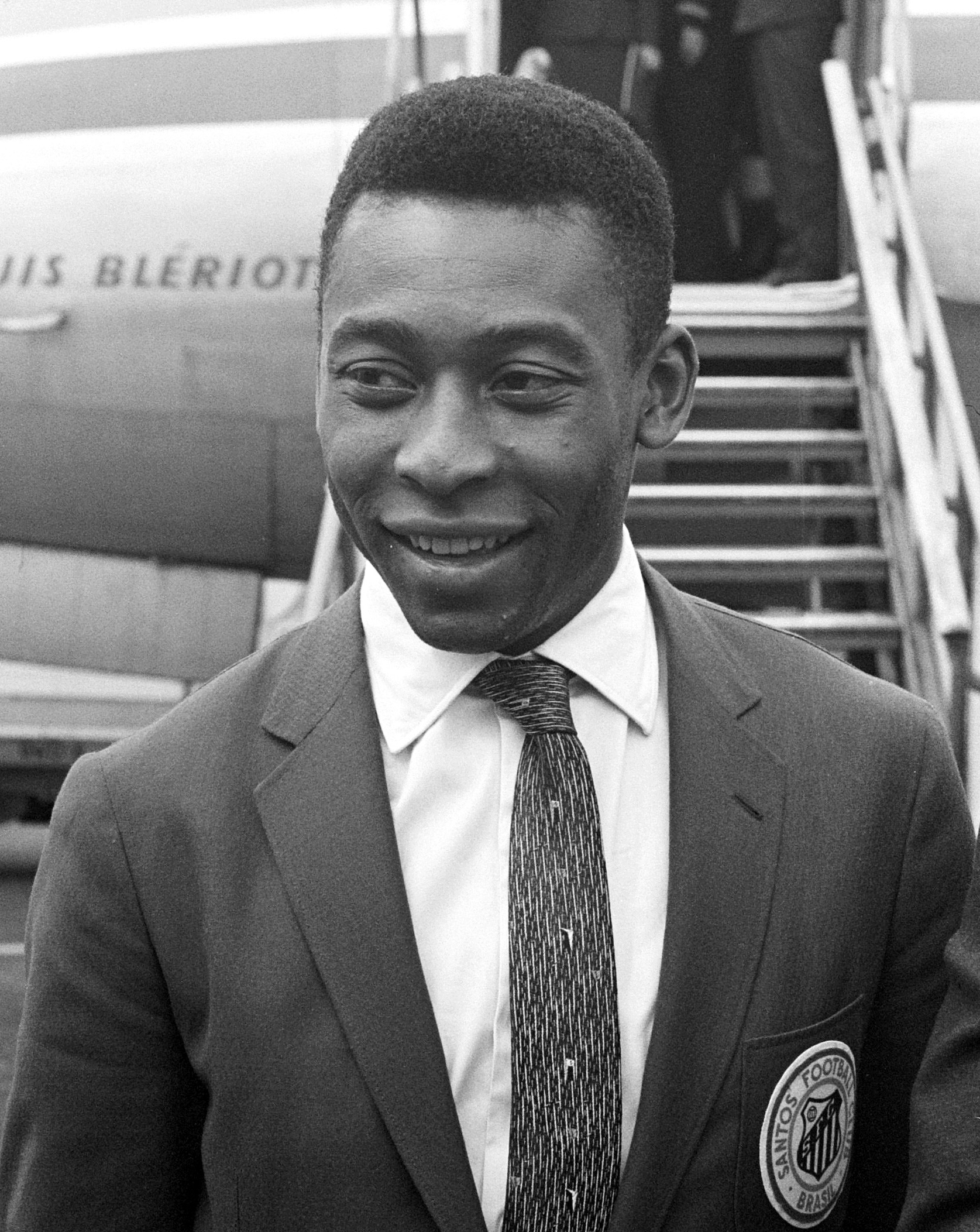
Pelé, mayor figura histórica del club.

En 1955, después de 20 años sin ser campeón paulista, Santos volvió a conquistar otro título estatal. En la final de la competición, el equipo santista venció a Taubaté por 2 a 1, bajo la dirección del técnico Lula. El equipo fue formado por: Manga; Hélvio y Feijó; Ramiro, Formiga y Urubatão; Tite, Negri, Álvaro, Del Vecchio y Pepe.

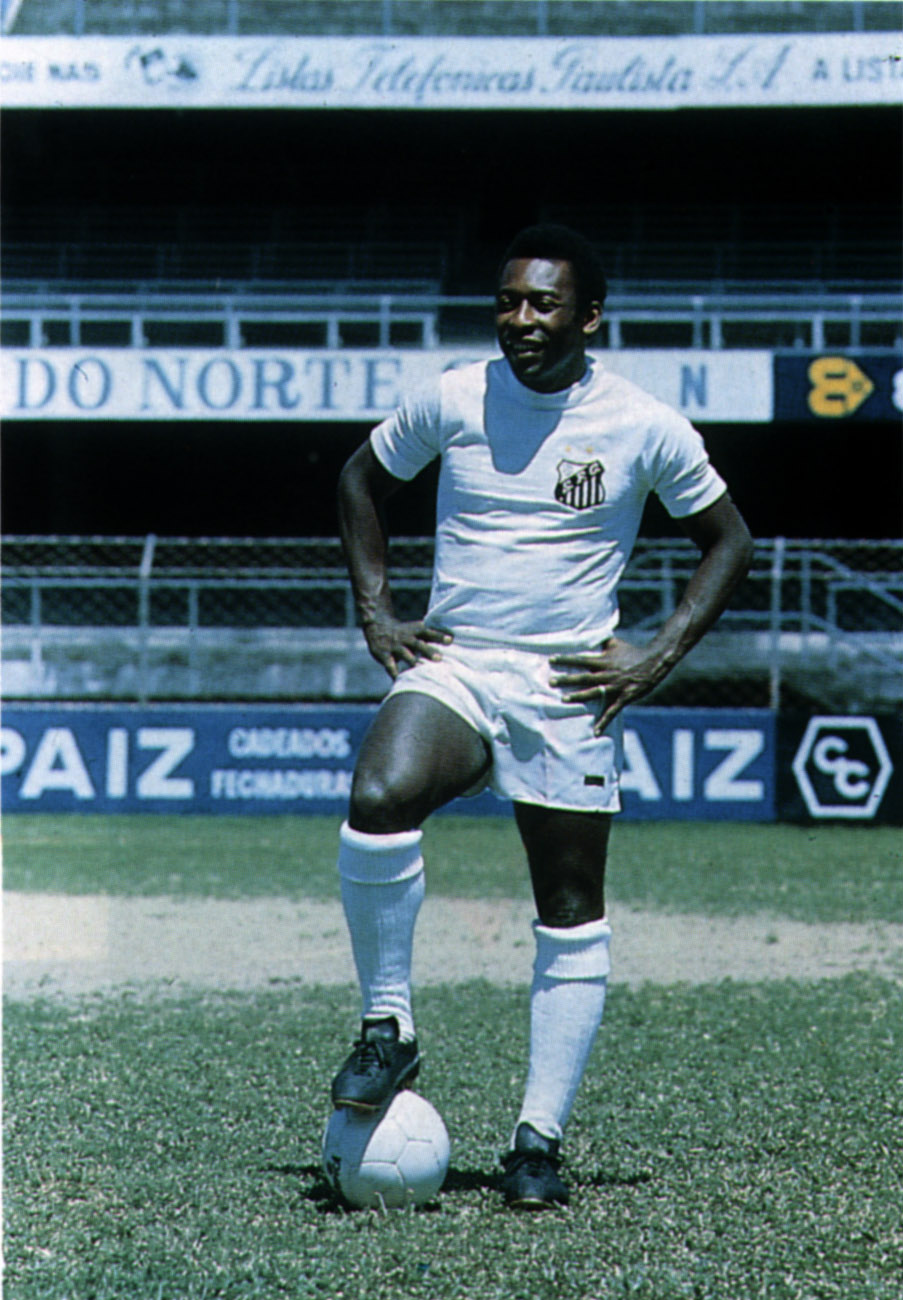
Pelé, logró un total de 25 títulos para el club.

El año siguiente, llegaría a Estádio Vila Belmiro, traído por las manos de Valdemar de Brito, el joven Pelé de 15 años que dio nuevo impulso a la historia de Santos, llevándolo a conquistas que enaltecieron el fútbol brasileño en el planeta. El Santos de Pelé, hizo su nombre en el extranjero. Prácticamente dio la vuelta al mundo encantando a hinchas con el fútbol mágico de sus estrellas. Estuvo 43 partidos invicto, recién fue derrotado el 10 de mayo de 1964 por Colón de Santa Fe, en Argentina. En 1962, Santos se convirtió en el primer club de fútbol que ha ganado las cuatro competiciones en un mismo año, logrando así el cuádruple. Formó un ataque inolvidable: Dorval, Mengávio, Coutinho, Pelé y Pepe. En este período, Santos fue dos veces ganador de la Copa Intercontinental, en el 1962 y 1963, Bicampeón de la Copa Libertadores de América 1962 y 1963, más 6 Campeonato Brasileiro Serie A- 1961, 1962, 1963, 1964, 1965 y 1968, entre otras glorias.
Después de la Era Pelé, el Santos continuó su camino de gloria. En 1978 formó un equipo campeón. Los Meninos da Vila Chicos de la Villa, apodo dado por la juventud de los atletas del equipo, conquistaron el Campeonato Paulista de 1978. Destacaron en la época, Juary, Pita y Ailton Lira entre otros.
El campeonato estatal volvería a ser conquistado por el Club en 1984. Ya en 1997, fue levantado el trofeo del Torneo Rio São Paulo y en 1998, la Copa Conmebol, torneo oficial precursor de la actual Copa Sudamericana Este logro, volvía a poner al Santos en los primeros planos a nivel internacional, ya que volvía a levantar una copa internacional luego de los tiempos de Pelé. En octavos de final, el Peixe derrotó al Once Caldas de Colombia, ganando 2 a 1 en Vila Belmiro y cayendo por el mismo marcador en Manizales, pero ganando en la definición por penales. En cuartos de final, se vio las caras con la Liga de Quito. En el juego de ida cosechó un valioso empate 2 a 2 en la altura, mientras que en la vuelta derrotó a los ecuatorianos 3 a 0. En semifinales debió enfrentar a otro equipo brasileño: Sampaio Correa, que venía de eliminar al Deportes Quindío de Colombia. En la ida, disputada en Vila Belimiro, no se sacaron diferencias y el resultado fue 0 a 0. En el cotejo de vuelta, disputado en São Luís, el Santos goleó 5 a 1 y se clasificó para la final de la copa. En la misma, se enfrentó a Rosario Central de Argentina, que había sido campeón de esta competición en 1995 y venía de eliminar al Atlético Mineiro en la otra llave semifinal. En un partido chato y violento (con 2 expulsados por bando) el Santos logró sacar una leve ventaja en el partido de ida jugado en Vila Belmiro, al imponerse por 1 a 0. En la vuelta, disputada en el Estadio Gigante de Arroyito el peixe logró aguantar el resultado conseguido en Brasil y con el 0 a 0 se coronó campeón.
En 2002, año en que el club completó 90 años, Santos conquistó, por séptima vez, el principal torneo nacional, el Campeonato Brasileño de Serie A. El equipo que consiguió la conquista fue básicamente, formado dentro del Estádio Vila Belmiro. Los Meninos da Vila se tornaron un éxito en todo Brasil y el dúo Diego y Robinho se convirtió en símbolo de un fútbol vistoso y alegre. El año siguiente, con la misma base, el Peixe llegó a la final de la Copa Libertadores de América 2003 cayendo derrotado a manos de Boca Juniors fue el primer equipo que derrota a Palmeiras y Santos en 3 años, El Peixe fue campeón brasilero de la Serie A.
Ya en 2004, vendría el octavo título brasileño de la historia del club. Aún con Elano Blumer, Léo y Robinho en el equipo, el Peixe disputó un campeonato emocionante. El equipo asumió la punta de la tabla solamente en la penúltima jornada de la competición. En el último juego, ganó 2 a 1 al Vasco y sumó una copa más para la galería de títulos del club.
En el bienio 2006 y 2007, el equipo sería bicampeón Paulista. El primer título fue levantado en el Estádio Vila Belmiro, en la última jornada del estatal. El año siguiente, disputó el título ante el São Caetano en dos partidos (ocurrieron en el Estadio Morumbi). En el primer partido, 2 a 0 para los adversarios. Alvinegro Praiano devolvió el resultado en la segunda confrontación, y quedó con el título por tener una mejor campaña.

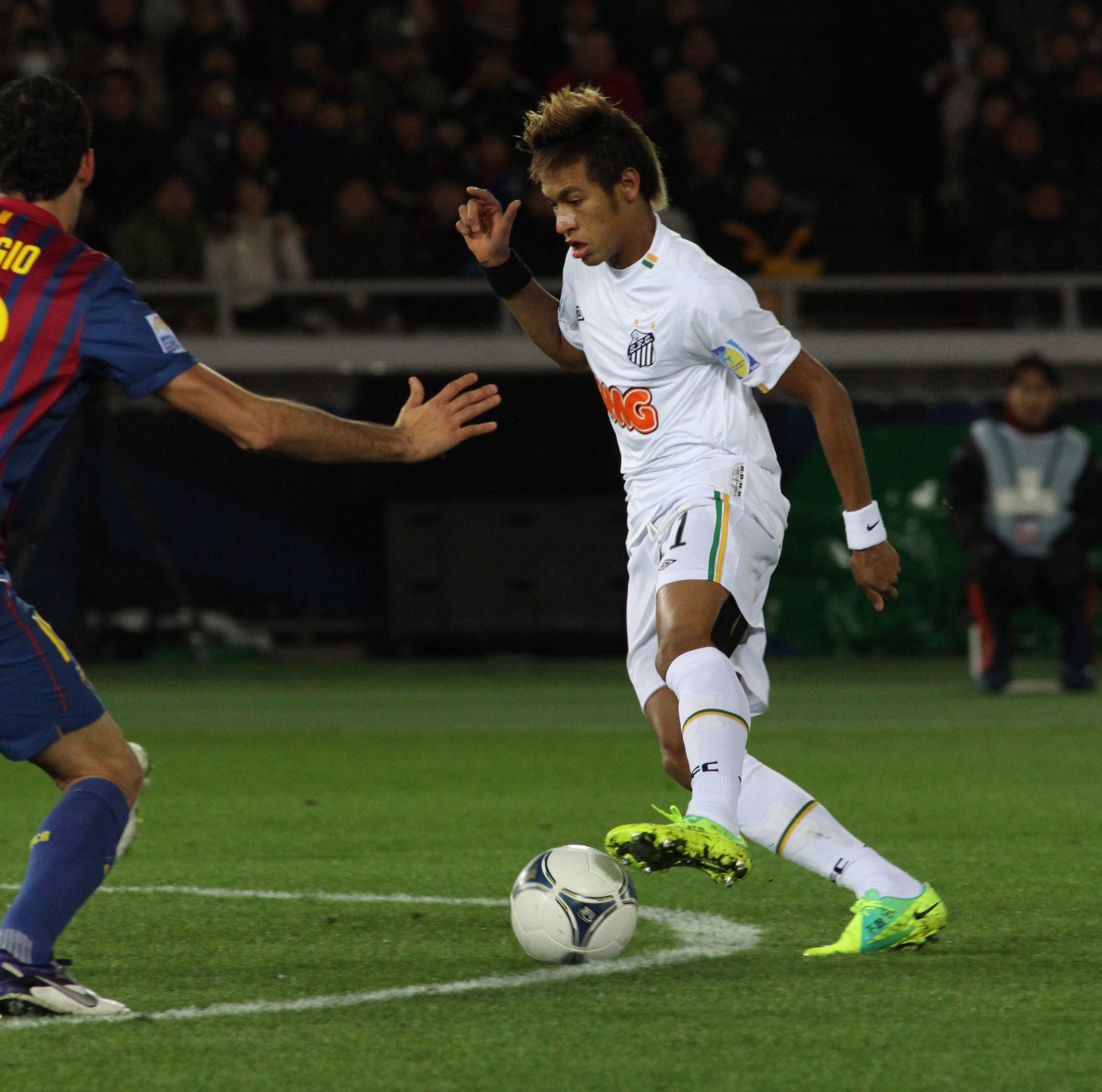
Neymar, una de las figuras más recientes del club.

En 2009, empezó a aparecer la tercera generación de Meninos da Vila, comandada por Neymar y Paulo Henrique Ganso. En aquella temporada, el equipo se quedó con el subcampeonato Paulista. Ya en 2010, con el crack Robinho como mentor y también la presencia de Léo, que había retornado el año anterior, el equipo conquistó al Paulista y la primera Copa de Brasil de su historia.
En 2011, ganaría la Copa Libertadores, tercera del Peixe, marcando de una vez en la historia del club la generación Neymar Y Paulo Henrique Ganso, además de nombres como Arouca, Danilo, el propio Elano Blumer, el capitán Edu Dracena, Léo, santista con más títulos después de la Era Pelé, Rafael, entre otros.
En sus primeros meses, el Santos era tricolor, con los colores oficiales blanco y azul, con filetes dorados. En la práctica, no obstante, los dirigentes de Santos encontraban enormes dificultades para confeccionar camisas y pantalones cortos en estos colores. Ese problema hizo que ese asunto siempre fuera cuestionado.
Casi un año después, el 31 de marzo de 1913, en la tercera reunión de la dirección, el socio Paulo Peluccio sugirió que el club pasara a adoptar el siguiente uniforme: pantalón corto blanco y camisa listada de blanco y negro. Y consiguió aprobación general de los presentes. En la oportunidad, el entonces presidente de Santos, Francisco Raymundo Marqués que asumía el cargo en la misma fecha, presentó los modelos de la bandera del club, que pasaría a ser blanca, diagonalmente cruzada por una franja negra con las iniciales del Club en letras blancas".

### Primer descenso
El 6 de diciembre de 2023, casi un año después en que se anunció la muerte de Pelé, el Santos cayó 2-1 en la última fecha del Brasileirao ante Fortaleza Esporte Clube, descendiendo por primera vez en su historia al Campeonato Brasileño de Serie B, tras concurrir una paupérrima campaña de 43 puntos. Producto de 11 victorias, 10 empates y 17 derrotas. Curiosamente, al llegar a la última fecha, los equipos comprometidos con el riesgo de caer a la casilla 17° eran 3: Vasco da Gama, Bahía y el Peixe, siendo este último el mejor ubicado para salvar la categoría. De los 27 resultados posíbles juntando los 3 partidos de la última fecha de cada equipo, solo 3 de estos descendían al Santos. El partido culminó con un gol desde media cancha del argentino Juan Martín Lucero al minuto 96, luego de un error del arquero Santista. Esta derrota terminó una racha 111 años de permanencia en las máximas categorías del fútbol brasileño.
Santos salió de la lista selecta de los equipos campeones de Libertadores que nunca descendieron que ahora conforman Nacional, Peñarol, Flamengo, São Paulo FC, Boca Juniors, Atlético Nacional, Colo-Colo, Olimpia y Once Caldas.

## Símbolos

### Escudo

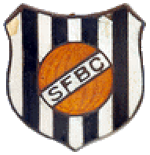
Primer escudo del Santos.

Los colores iniciales del Santos eran el azul, el blanco y el dorado, adoptados por la directiva del club en 1912, su primer año de existencia. En 1913, el equipo cambió a los colores blanco y negro, y se creó el primer escudo. Este primer escudo estaba compuesto por un globo terráqueo con paralelos y meridianos. Los continentes eran amarillos y los océanos, azules. En el centro del globo había un segundo escudo con nueve rayas verticales alternadas en blanco y negro, y un balón de fútbol en el centro. Las siglas SFBC (Santos Foot-Ball Club) estaban escritas y, sobre el escudo, había una corona. A pesar de todo este diseño, el escudo nunca se usó en la camiseta, solo en la sede social del club.
En 1915, para poder disputar el Campeonato Santista, el club adoptó temporalmente el seudónimo União FC, lo que lo obligó a cambiar el escudo. El nuevo diseño provisional era predominantemente negro, con el nombre União FC escrito dentro de una franja blanca. El escudo actual surgió en 1925 y se implementó en los uniformes en 1927. Este escudo se clasifica en heráldica como "polaco" o "ruso" por su forma: un escudo de punta redondeada con recortes simétricos en los laterales. Las once rayas en blanco y negro simbolizan a los jugadores, y las estrellas que se añadieron en 1968 representan los dos títulos mundiales que el club conquistó en 1962 y 1963.
En 1942, el Santos adoptó un escudo con las letras SFC entrelazadas en negro sobre un fondo blanco. Sin embargo, este diseño solo se usó durante dos años, ya que en 1944 se regresó al escudo tradicional. Más recientemente, el 27 de noviembre de 2022, el club añadió una corona en homenaje a Pelé, ubicada justo encima del escudo, entre las dos estrellas que representan los títulos mundiales de 1962 y 1963. Este homenaje fue propuesto en los nuevos estatutos, aprobados en noviembre de ese mismo año. El artículo 103 de dicho texto establece que: «El Santos utilizará en todas sus camisetas, para partidos de fútbol profesional, amateur y de fútbol sala, tanto en la categoría masculina como en la femenina, una corona sobre las estrellas existentes de los títulos mundiales, como homenaje permanente a Edson Arantes do Nascimento, el Rey Pelé».
| Evolución del escudo del Santos Futebol Clube | Evolución del escudo del Santos Futebol Clube | Evolución del escudo del Santos Futebol Clube | Evolución del escudo del Santos Futebol Clube | Evolución del escudo del Santos Futebol Clube | Evolución del escudo del Santos Futebol Clube |
| 1912                                          | 1915                                          | 1942 / 1944                                   | 1925 / 1967                                   | 1968 / 2022                                   | 2023                                          |
| --------------------------------------------- | --------------------------------------------- | --------------------------------------------- | --------------------------------------------- | --------------------------------------------- | --------------------------------------------- |

### Bandera
Basándose en la frase «El blanco de la paz y el negro de la nobleza», se crearon las primeras banderas en la historia del Santos FC. En la asamblea general del 31 de marzo de 1913, se definió el blanco y el negro como los colores del club, tal como lo sugirió Paulo Peluccio, uno de los socios. Por sugerencia de Raymundo Marques, uno de los fundadores del club, la primera bandera tenía una franja negra diagonal de izquierda a derecha, con las iniciales del club en blanco. Años más tarde, se creó una bandera triangular en forma de gallardete, que tenía un fondo blanco con dos franjas negras: una horizontal en el centro y otra vertical en el primer tercio. El escudo del club se ubicaba en el punto donde se unían ambas franjas. Se crearon otras banderas a lo largo del tiempo, pero todas mantuvieron el mismo patrón y modelo original.

### Mascota
Según los estatutos sociales aprobados en 2011, la mascota oficial del Santos es la ballena. A lo largo de los años, la mascota ha sufrido varias modificaciones, e incluso se han sugerido otros símbolos, como el marinero.
Las últimas investigaciones indican que la primera vez que se identificó al equipo con una mascota fue en 1921, representado por un peixe (pez). El periódico paulista Ítalo Paulista, IL Pasquino Coloniale, se refirió al Santos con este símbolo en una caricatura. En ella, un representante de Palestra Itália, a la orilla del mar, admiraba a un pez que representaba al equipo santista. Años más tarde, en la década de los 30, un portugués llamado João Brito (conocido como João do Charuto) comenzó a ilustrar al "Peixe" para referirse al Santos en las páginas de A Gazeta Esportiva. En 1943, el mismo Brito sugirió un marinero (Garboso) como símbolo del Santos en la revista A Gazeta Esportiva Ilustrada. Este símbolo ganó gran popularidad en 1944 gracias a las divertidas caricaturas del artista Nino Borges en Gazeta Esportiva.
La ballena fue ideada en los años 50 por el caricaturista Messias de Mello del periódico A Gazeta Esportiva. La idea era sustituir al pez por un animal marino más fuerte e imponente. En la ciudad de Santos, el caricaturista JC Lobo fue el responsable de popularizar la ballena en el periódico A Tribuna. Para terminar con las conjeturas, hubo otras sugerencias: en 1955, el artista conocido como Pace propuso un pescador, y en 1962, Otávio sugirió un pescadero. En 1989, Ziraldo apostó por el delfín.
Pez, ballena, marinero, pescador y delfín. El Santos siempre se ha identificado fuertemente con su ciudad costera. Aunque la mayoría de estos símbolos o mascotas no son oficiales, los periódicos y caricaturistas siempre pensaban en algo relacionado con el mar para identificar al equipo. En agosto de 2006, el club creó la pareja Baleinha y Baleião, quienes animan a la afición antes y durante el descanso de los partidos del Santos.
Hola. Aquí tienes una versión mejorada de tu texto sobre el himno del Santos, con correcciones gramaticales y de estilo para que suene más fluido y natural.

### Himno
Existe una gran controversia en torno al himno oficial del Santos Futebol Clube. En sus primeras décadas, los hinchas adoptaron como himno una parodia de una canción que los soldados ingleses cantaban durante la Primera Guerra Mundial. La situación cambió en 1955, cuando Mangeri Neto y Mangeri Sobrinho decidieron homenajear al Santos por su campeonato de São Paulo. Crearon la marcha "Leão do Mar", que se convirtió en un himno.
En 1997, la marcha original se actualizó con un sonido más moderno para la época. Esta versión, con guitarra eléctrica, fue interpretada por Paulo Miklos, vocalista de la banda Titãs, y se incluyó en el álbum Los himnos de los grandes clubes brasileños cantados por estrellas del rock y de la MPB. Una nueva versión llegó en 2004, esta vez con la voz de Arnaldo Antunes (también exvocalista de Titãs). Se lanzó en la edición de ese año del mismo álbum.

## Uniforme
- Camiseta titular: Camiseta blanca, pantalón blanco y medias blancas.
- Camiseta suplente: Camiseta con franjas negras y blancas, pantalón negro y medias negras.

### Evolución del uniforme
| 1996-97 | 1997-98 | 1998-99 | 1999-00 | 2001-02 | 2003 | 2004 | 2005 | 2006 |  |

| 2007 | 2008 | 2009 | 2010 | 2011 | 2012 | 2013 | 2014 | 2015 |  |

| 2016 | 2017 | 2018 | 2019 | 2020 | 2021 | 2022 | 2023 |

### Proveedor
| Período         | Logo | Proveedor |
| --------------- | ---- | --------- |
| 1980 – 1981     |      | Adidas    |
| 1982 – 1983     |      | Topper    |
| 1984 – 1988     |      | Adidas    |
| 1988 – 1990     |      | Penalty   |
| 1991 – 1992     |      | Umbro     |
| 1993 – 1994     |      | Dell'erba |
| 1995            |      | Amddma    |
| 1996 – 1997     |      | Rhumell   |
| 1998 – 2011     |      | Umbro     |
| 2012 – 2015     |      | Nike      |
| 2016 – 2018     |      | Kappa     |
| 2018 – Presente |      | Umbro     |

## Estadio

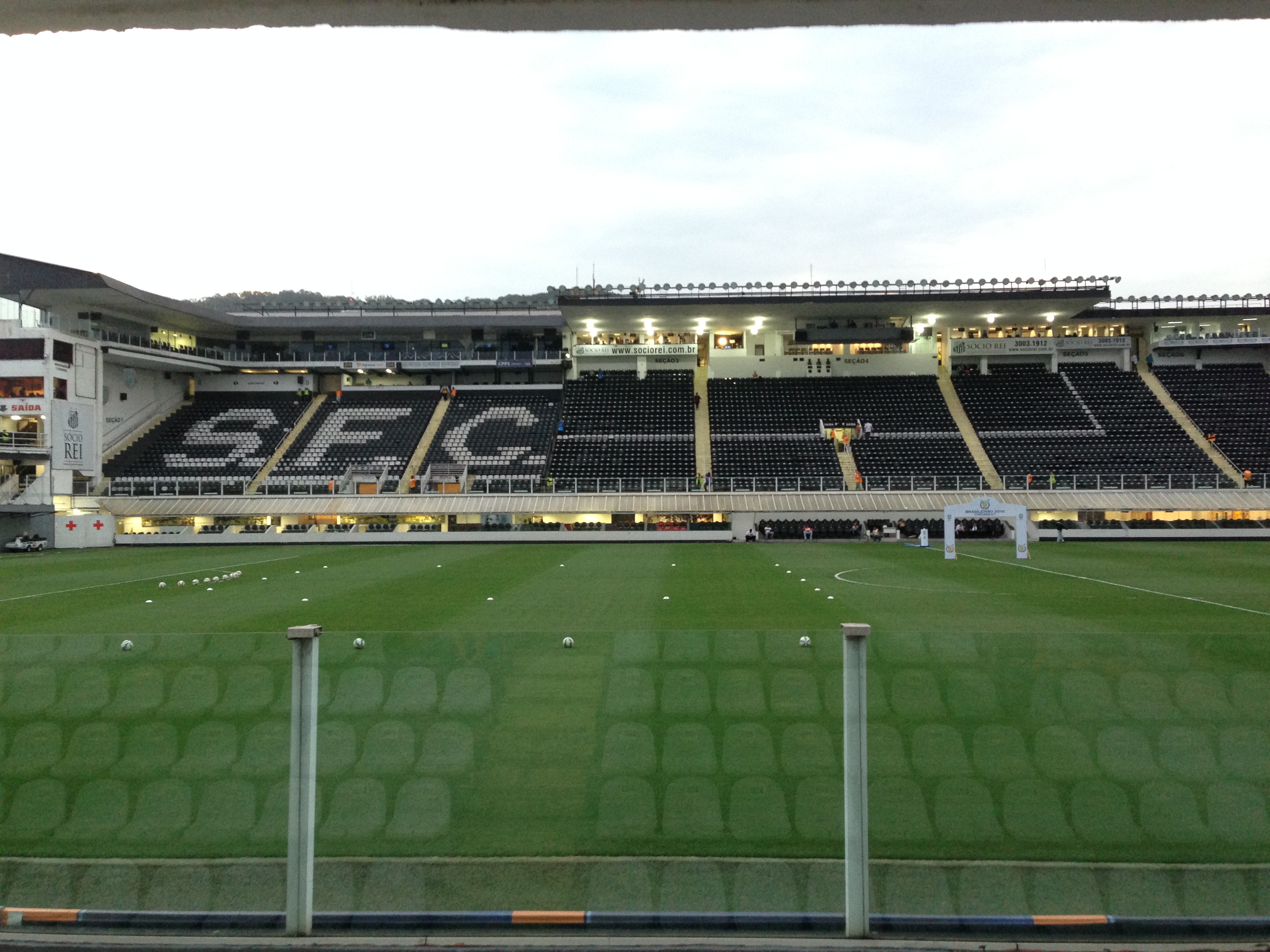
Vila Belmiro en 2015 luego de reformas.

El Estadio Urbano Caldeira es un estadio de fútbol que pertenece al club de fútbol Santos. Se lo conoce popularmente como Estadio Vila Belmiro, por estar ubicado en ese pequeño barrio de la ciudad de Santos, São Paulo. Tiene capacidad para cerca de 20 mil personas y está localizado en la calle Princesa Isabel # 77, aproximadamente a 2 km del centro de la ciudad, separado de este por el túnel Dr. Waldemar Leão, lo que le da un fácil acceso.
La construcción del Estadio Urbano Caldeira, Vila Belmiro, se completó en 1916 y su inauguración tuvo lugar el 12 de octubre del mismo año, pero el primer partido se celebró solo 10 días después, el 22 de octubre, válido para el Campeonato Paulista. El partido inaugural fue entre Santos e Ypiranga, donde Santos ganó 2-1, cuyo primer gol del partido y la historia del estadio lo marcó Adolpho Millon Júnior, del equipo Santos.
En 1933, con la muerte de Urbano Caldeira, que había sido jugador, entrenador y entrenador del club, el estadio fue bautizado oficialmente como Estadio Urbano Caldeira en su honor.
El récord de asistencia al estadio fue el 20 de septiembre de 1964, en un derbi contra el Corinthians, 32.986 personas asistieron al partido. Sin embargo, ese día fue casi trágico, unos 10 minutos después del pitido inicial del juez, una de las gradas del estadio se cae y lesiona a 181 personas. El juego fue interrumpido para atender a las víctimas y fue reprogramado para 10 días después en el Estadio Pacaembu, donde terminó en empate 1-1.

## Afición

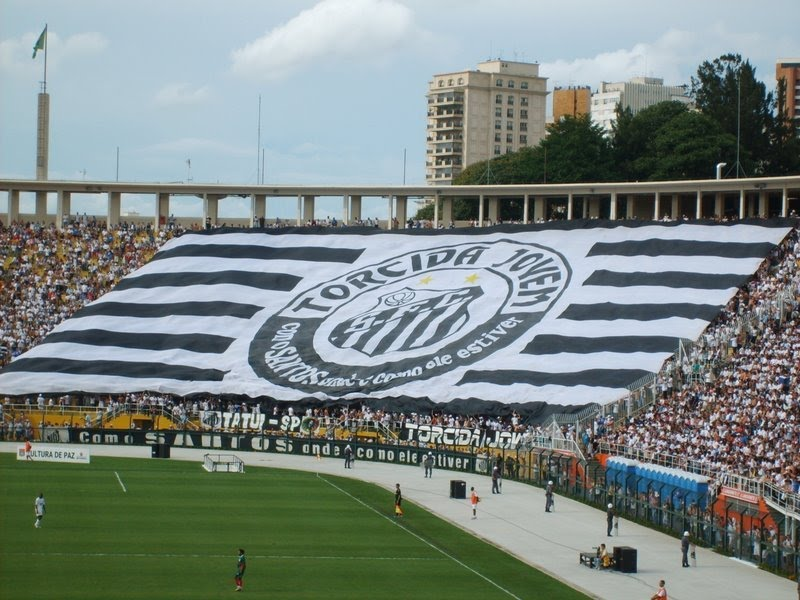
Aficionados del Santos en Pacaembu.

El Santos cuenta con una gran legión de aficionados repartidos por todo Brasil, así como millones de seguidores en otras partes del mundo, cuyo crecimiento estuvo asociado al equipo de Pelé y compañía que encandiló a Brasil y al mundo en la década de 1960. Se estima que el Santos tiene un contingente de hinchas en todo el mundo que puede variar de 12 a 24 millones de personas, a partir de la suma de hinchas brasileños estimada por institutos nacionales de investigación y encuestas de popularidad mundial que sitúan al Santos en una posición destacada en Sudamérica.
El Santos es el club brasileño más popular fuera de Brasil según una encuesta global realizada por la empresa internacional Chiliz con más de 8.000 encuestados en diferentes países de todos los continentes. La misma encuesta señala que el Santos cuenta con el 0,56% de las preferencias de los aficionados al fútbol de todo el mundo, lo que lo convierte en el 2º club más popular de América, sólo superado por el Boca Júniors argentino (0,70%). Convirtiendo los resultados de esta encuesta en números absolutos, el porcentaje de seguidores extranjeros del Santos puede estimarse en 4.910.000 (considerando sólo la población de los países incluidos en la muestra de esta encuesta) y 19.600.000 (teniendo en cuenta los más de 3.5 billones de personas en el mundo que siguen el fútbol).
En términos de popularidad dentro de Brasil, una encuesta mensual realizada por IBOPE Repucom mostró que el Santos es el quinto club brasileño más popular en las redes sociales, acumulando un total de 13,8 millones de seguidores en sus redes sociales en octubre de 2024, superado en el ranking digital sólo por Flamengo, Corinthians, São Paulo y Palmeiras. El Santos se ha mantenido en el Top 5 desde la década de 2000, cuando las redes sociales se popularizaron en Brasil, por delante de clubes como el Vasco, el Grêmio y el Cruzeiro, entre otros.
En una encuesta realizada por Pluri Stochos, que encuestó a 21.049 personas entre noviembre de 2012 y febrero de 2013, Santos se ubicó como el séptimo mayor aficionado en Brasil con 3.4%, siendo esta la encuesta con el margen de error más bajo jamás publicado.
Santos tiene varios grupos de aficionados; el más sobresaliente es la Torcida Jovem fundado en 1969. Fue el primer grupo aficionado del Santos que se creó y, curiosamente, fue creado por 12 chicos de una ciudad distinta al club. Se decidió nombrar al grupo Torcida Jovem ya que los fundadores no tenían más de 21 años.

## Rivalidades y récords
Los mayores rivales de Santos FC son Corinthians, São Paulo y Palmeiras, con quien forman el grupo de los cuatro grandes de Sao Paulo. El partido de fútbol entre Santos y Corinthians, es el llamado "Clásico Alvinegro" en referencia a los colores de los dos clubes. El primer enfrentamiento entre ambos equipos llegó el 22 de junio de 1913, en el Parque São Jorge, cancha de Corinthians, y terminó 6-3 para el Santos. La primera victoria "corinthiana" llegó en la cuarta confrontación, el 26 de agosto de 1917, por 3-0 en el Estádio Vila Belmiro. Jugaron 336 partidos Corinthians ganó 131, Santos ganó 108 y empataron 97.
El clásico "SanSão", es entre Santos y São Paulo Futebol Clube, dos de los más grandes y ganadores clubes de São Paulo y Brasil. El nombre de SanSão (Sansón) fue creado por Thomaz Mazzoni en 1956, un periodista de A Gazeta Esportiva. Es llamado San-São debido a la unión de los nombres en referencia a la figura de Sansón, personaje de la Biblia considerado como el más fuerte. Jugaron 271 partidos, Santos ganó 104, São Paulo Futebol Clube 133 y empataron 73. Otro clásico, es el llamado "Clásico de la nostalgia" (Clássico da Saudade en portugués) entre Santos y Palmeiras. Su nombre se debe a que en los años 60 ambos equipos fueron los principales del estado de São Paulo, época en la que además brillaron Pelé y Ademir da Guia, ídolos de Santos y Palmeiras, respectivamente. Se enfrentaron en 297 ocasiones, Santos ganó 105 partidos, Palmeiras 137 y empataron 85 veces. Es el único clásico del fútbol paulista que se ha dado en la final de la Copa Libertadores de América, en su edición 2020.
El Santos se convirtió el 20 de enero de 1998, en el primer club de la historia del fútbol en sobrepasar la cifra de 10.000 goles marcados. El Santos se convirtió el 26 de agosto de 2005 en el primer club de la historia del fútbol en sobrepasar la cifra de 11.000 goles marcados.
Pelé ostenta el palmarés más abultado del fútbol mundial, con tres títulos de campeón del mundo (1958, 1962, 1970) y 757 goles marcados en 812 partidos oficiales.
El Santos es el club brasileño con el mayor número de jugadores convocados para Copas del Mundo ganadas por Brasil. Fueron 15 llamados en total en los 5 Mundiales de Brasil.
El Santos finalmente desciende a la segunda categoría de la liga brasileña tras la derrota por 1-2 ante el Fortaleza, por la fecha 38 del Campeonato Brasileño de Serie A.

## Jugadores

### Fichajes 2025 • Invierno
| Altas             | Altas         | Altas         | Altas    | Altas       |
| Jugador           | Posición      | Procedencia   | Tipo     | Costo       |
| ----------------- | ------------- | ------------- | -------- | ----------- |
| Gustavo Caballero | Delantero     | Nacional      | Traspaso | $ 1 300 000 |
| Mayke             | Defensa       | Palmeiras     | Libre    | $ 0         |
| Igor Vinícius     | Defensa       | São Paulo     | Libre    | $ 0         |
| Willian Arão      | Mediocampista | Panathinaikos | Libre    | $ 0         |

| Bajas        | Bajas         | Bajas            | Bajas | Bajas |
| Jugador      | Posición      | Destino          | Tipo  | Costo |
| ------------ | ------------- | ---------------- | ----- | ----- |
| Diego Pituca | Mediocampista | V-Varen Nagasaki | Libre | $ 0   |
| Julio Furch  | Delantero     | Banfield         | Libre | $ 0   |
| Aderlan      | Defensa       | Sport Recife     | ?     | $ 0   |

## Registros

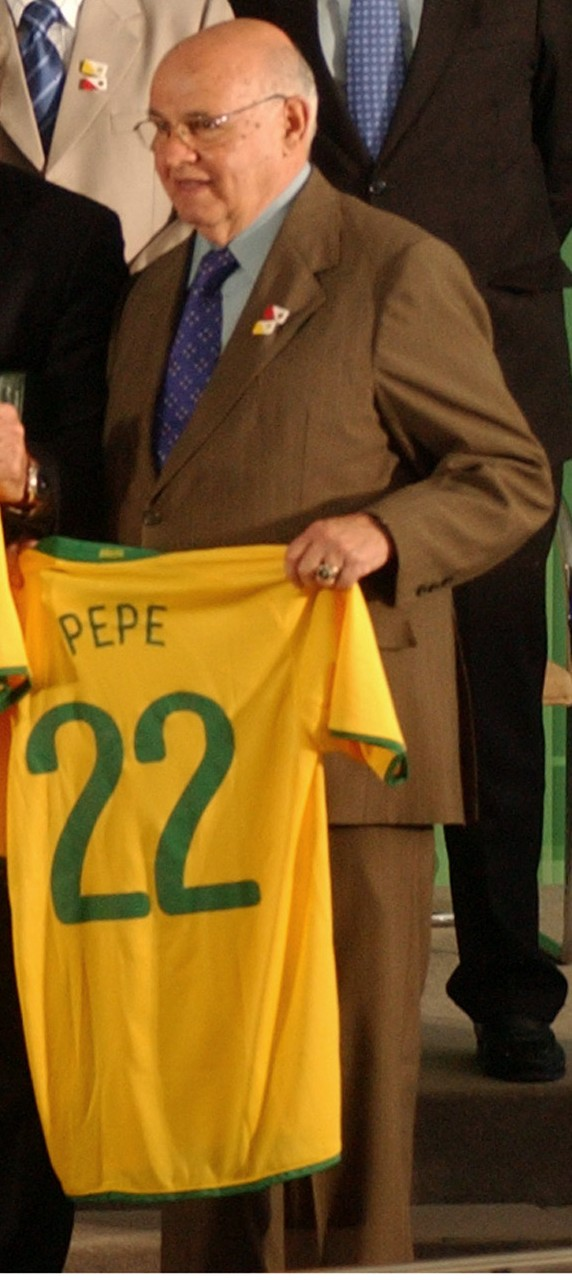
José Macia, "Pepe" maximo jugador con más presencias

### Jugadores con más presencias
Los jugadores con más partidos jugados hasta el 26 de septiembre de 2012:
| Pos. | Jugador      | Período   | Partidos | Goles |
| ---- | ------------ | --------- | -------- | ----- |
| 1°   | Pepe         | 1954-1969 | 750      | 405   |
| 2°   | Zito         | 1952-1967 | 727      | 57    |
| 3°   | Antônio Lima | 1961-1973 | 696      | 65    |
| 4°   | Pelé         | 1956-1974 | 665      | 643   |
| 5°   | Edú          | 1966-1976 | 584      | 183   |

### Jugadores con más goles

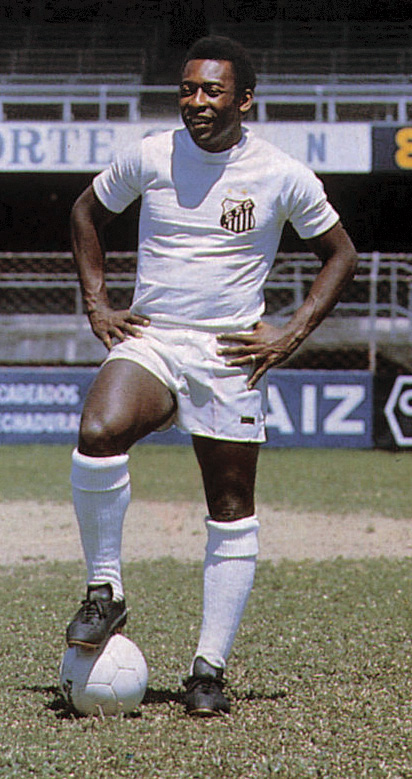
Edson Arantes do Nascimento "Pelé" maximo goleador del santos

Los jugadores con más goles anotados hasta el 26 de septiembre de 2012:
| Pos. | Jugador          | Período   | Goles | Partidos |
| ---- | ---------------- | --------- | ----- | -------- |
| 1°   | Pelé             | 1956-1974 | 643   | 665      |
| 2°   | Pepe             | 1954-1969 | 405   | 750      |
| 3°   | Coutinho         | 1958-1970 | 370   | 457      |
| 4°   | Toninho Gerreiro | 1963-1969 | 283   | 373      |
| 5°   | Feitiço          | 1927-1933 | 216   | 151      |

## Entrenadores
- Cuca (junio de 2008–agosto de 2008)[60][61]
- Márcio Fernandes (interino- agosto de 2008/agosto de 2008–febrero de 2009)[62][63][64]
- Serginho Chulapa (interino- febrero de 2009)[65][66]
- Vágner Mancini (febrero de 2009–julio de 2009)[67][68]
- Serginho Chulapa (interino- julio de 2009)[69]
- Vanderlei Luxemburgo (julio de 2009–diciembre de 2009)[70][71]
- Dorival Júnior (diciembre de 2009–septiembre de 2010)[72][73]
- Marcelo Martelotte (interino- septiembre de 2010–enero de 2011)[73][74]
- Adílson Batista (enero de 2011–febrero de 2011)[74][75]
- Marcelo Martelotte (interino- febrero de 2011–abril de 2011)[75]
- Muricy Ramalho (abril de 2011–mayo de 2013)[76][77]
- Claudinei Oliveira (mayo de 2013–noviembre de 2013)[78][79]
- Oswaldo de Oliveira (diciembre de 2013–septiembre de 2014)[80][81]
- Enderson Moreira (septiembre de 2014–marzo de 2015)[82][83]
- Marcelo Fernandes (marzo de 2015–julio de 2015)[84][85]
- Dorival Júnior (julio de 2015–junio de 2017)[85][86]
- Elano (interino- junio de 2017)[86]
- Levir Culpi (junio de 2017–octubre de 2017)[87][88]
- Jair Ventura (diciembre de 2017–julio de 2018)[89][90]
- Cuca (julio de 2018–diciembre de 2018)[91][92][93]
- Jorge Sampaoli (diciembre de 2018–diciembre de 2019)[94][95]
- Jesualdo Ferreira (diciembre de 2019–agosto de 2020)[96][97]
- Cuca (agosto de 2020–febrero de 2021)[98][99]
- Ariel Holan (febrero de 2021–abril de 2021)[100][101]
- Marcelo Fernandes (interino- abril de 2021–mayo de 2021)[102]
- Fernando Diniz (mayo de 2021–septiembre de 2021)[103][104]
- Fábio Carille (septiembre de 2021–febrero de 2022)[105][106]
- Marcelo Fernandes (interino- febrero de 2022)[107]
- Fabián Bustos (febrero de 2022–julio de 2022)[108][109]
- Marcelo Fernandes (interino- julio de 2022)[109]
- Lisca (julio de 2022–septiembre de 2022)[110][111]
- Orlando Ribeiro (interino- septiembre de 2022–noviembre de 2022)[111]
- Odair Hellmann (noviembre de 2022–junio de 2023)[112][113]
- Paulo Roberto Falcão (interino- junio de 2023)[114]
- Paulo Turra (junio de 2023–agosto de 2023)[115][116]
- Diego Aguirre (agosto de 2023–septiembre de 2023)[117]
- Marcelo Fernandes (interino- septiembre de 2023–octubre de 2023/octubre de 2023–diciembre de 2023)[118][119]
- Fábio Carille (diciembre de 2023–noviembre de 2024)[120][121]
- Marcelo Fernandes (interino- noviembre de 2024–diciembre de 2024)[121]
- Pedro Caixinha (diciembre de 2024–abril de 2025)[122][123]
- César Sampaio (interino- abril de 2025)[123]
- Cléber Xavier (abril de 2025–presente)[5]

## Participaciones internacionales
| Copa Intercontinental / Copa Mundial de Clubes | Copa Intercontinental / Copa Mundial de Clubes | Copa Intercontinental / Copa Mundial de Clubes | Copa Intercontinental / Copa Mundial de Clubes | Copa Intercontinental / Copa Mundial de Clubes | Copa Intercontinental / Copa Mundial de Clubes | Copa Intercontinental / Copa Mundial de Clubes | Copa Intercontinental / Copa Mundial de Clubes | Copa Intercontinental / Copa Mundial de Clubes | Copa Intercontinental / Copa Mundial de Clubes |
| Año                                            | Desempeño                                      | PJ                                             | PG                                             | PE                                             | PP                                             | GF                                             | GC                                             | Goleador(es)                                   |                                                |
| ---------------------------------------------- | ---------------------------------------------- | ---------------------------------------------- | ---------------------------------------------- | ---------------------------------------------- | ---------------------------------------------- | ---------------------------------------------- | ---------------------------------------------- | ---------------------------------------------- | ---------------------------------------------- |
| Copa Intercontinental 1962                     | Campeón                                        | 2                                              | 2                                              | 0                                              | 0                                              | 8                                              | 4                                              | Pelé: 5                                        |                                                |
| Copa Intercontinental 1963                     | Campeón                                        | 3                                              | 2                                              | 0                                              | 1                                              | 7                                              | 6                                              | Pelé y Pepe: 2                                 |                                                |
| Copa Mundial de Clubes de la FIFA 2011         | Subcampeón                                     | 2                                              | 1                                              | 0                                              | 1                                              | 3                                              | 5                                              | Neymar, Borges y Danilo: 1                     |                                                |
| Total                                          |                                                | 7                                              | 5                                              | 0                                              | 2                                              | 18                                             | 15                                             | Pelé: 7                                        |                                                |

| Copa Libertadores      | Copa Libertadores | Copa Libertadores | Copa Libertadores | Copa Libertadores | Copa Libertadores | Copa Libertadores | Copa Libertadores | Copa Libertadores                                 | Copa Libertadores |
| Año                    | Desempeño         | PJ                | PG                | PE                | PP                | GF                | GC                | Goleador(es)                                      |                   |
| ---------------------- | ----------------- | ----------------- | ----------------- | ----------------- | ----------------- | ----------------- | ----------------- | ------------------------------------------------- | ----------------- |
| Copa Libertadores 1962 | Campeón           | 9                 | 6                 | 2                 | 1                 | 29                | 11                | Coutinho: 6                                       |                   |
| Copa Libertadores 1963 | Campeón           | 4                 | 3                 | 1                 | 0                 | 10                | 4                 | Pelé: 5                                           |                   |
| Copa Libertadores 1964 | Semifinal         | 2                 | 0                 | 0                 | 2                 | 3                 | 5                 | Pepe, Almir y Toninho Guerreiro: 1                |                   |
| Copa Libertadores 1965 | Semifinal         | 7                 | 5                 | 0                 | 2                 | 18                | 12                | Pelé: 8                                           |                   |
| Copa Libertadores 1984 | Primera Ronda     | 6                 | 1                 | 0                 | 5                 | 5                 | 14                | Lino: 2                                           |                   |
| Copa Libertadores 2003 | Subcampeón        | 14                | 7                 | 5                 | 2                 | 30                | 19                | Ricardo Oliveira: 9                               |                   |
| Copa Libertadores 2004 | Cuartos de final  | 10                | 6                 | 2                 | 2                 | 21                | 12                | Basílio: 5                                        |                   |
| Copa Libertadores 2005 | Cuartos de final  | 10                | 5                 | 0                 | 5                 | 24                | 17                | Ricardinho y Robinho: 6                           |                   |
| Copa Libertadores 2007 | Semifinal         | 14                | 11                | 2                 | 1                 | 28                | 9                 | Zé Roberto: 7                                     |                   |
| Copa Libertadores 2008 | Cuartos de final  | 10                | 6                 | 1                 | 3                 | 18                | 8                 | Kléber Pereira y Mauricio Molina: 6               |                   |
| Copa Libertadores 2011 | Campeón           | 14                | 7                 | 6                 | 1                 | 20                | 13                | Neymar: 6                                         |                   |
| Copa Libertadores 2012 | Semifinal         | 12                | 6                 | 2                 | 4                 | 23                | 10                | Neymar: 8                                         |                   |
| Copa Libertadores 2017 | Cuartos de final  | 10                | 5                 | 4                 | 1                 | 16                | 8                 | Bruno Henrique, Ricardo Oliveira y Vitor Bueno: 3 |                   |
| Copa Libertadores 2018 | Octavos de final  | 8                 | 3                 | 2                 | 3                 | 6                 | 7                 | Eduardo Sasha: 2                                  |                   |
| Copa Libertadores 2020 | Subcampeón        | 13                | 8                 | 3                 | 2                 | 20                | 10                | Kaio Jorge: 5                                     |                   |
| Copa Libertadores 2021 | Fase de grupos    | 6                 | 2                 | 0                 | 4                 | 8                 | 9                 | 7 jugadores: 1                                    |                   |
| Total                  | 3 Títulos         | 149               | 81                | 31                | 38                | 279               | 168               | Pelé: 17                                          |                   |

| Supercopa Sudamericana      | Supercopa Sudamericana | Supercopa Sudamericana | Supercopa Sudamericana | Supercopa Sudamericana | Supercopa Sudamericana | Supercopa Sudamericana | Supercopa Sudamericana | Supercopa Sudamericana             | Supercopa Sudamericana |
| Año                         | Desempeño              | PJ                     | PG                     | PE                     | PP                     | GF                     | GC                     | Goleador(es)                       |                        |
| --------------------------- | ---------------------- | ---------------------- | ---------------------- | ---------------------- | ---------------------- | ---------------------- | ---------------------- | ---------------------------------- | ---------------------- |
| Supercopa Sudamericana 1988 | Primera Ronda          | 2                      | 0                      | 1                      | 1                      | 0                      | 2                      | No Marcó                           |                        |
| Supercopa Sudamericana 1989 | Primera Ronda          | 2                      | 0                      | 0                      | 2                      | 1                      | 4                      | Ditinho: 1                         |                        |
| Supercopa Sudamericana 1990 | Primera Ronda          | 2                      | 0                      | 2                      | 0                      | 2                      | 2                      | Mendonça: 2                        |                        |
| Supercopa Sudamericana 1991 | Cuartos de final       | 4                      | 1                      | 2                      | 1                      | 4                      | 4                      | Pedro Paulo: 2                     |                        |
| Supercopa Sudamericana 1992 | Primera Ronda          | 2                      | 0                      | 1                      | 1                      | 2                      | 5                      | Guga: 2                            |                        |
| Supercopa Sudamericana 1993 | Primera Ronda          | 2                      | 0                      | 1                      | 1                      | 0                      | 1                      | No Marcó                           |                        |
| Supercopa Sudamericana 1994 | Primera Ronda          | 2                      | 1                      | 0                      | 1                      | 1                      | 4                      | Autogol: 1                         |                        |
| Supercopa Sudamericana 1995 | Primera Ronda          | 2                      | 0                      | 2                      | 0                      | 3                      | 3                      | Jamelli, Camanducaia y Giovanni: 1 |                        |
| Supercopa Sudamericana 1996 | Semifinal              | 6                      | 3                      | 1                      | 2                      | 10                     | 7                      | Alessandro y Robert: 2             |                        |
| Supercopa Sudamericana 1997 | Primera Ronda          | 6                      | 2                      | 1                      | 3                      | 11                     | 12                     | -                                  |                        |
| Total                       |                        | 30                     | 7                      | 11                     | 12                     | 33                     | 43                     | -                                  |                        |

| Copa Sudamericana      | Copa Sudamericana | Copa Sudamericana | Copa Sudamericana | Copa Sudamericana | Copa Sudamericana | Copa Sudamericana | Copa Sudamericana | Copa Sudamericana              | Copa Sudamericana |
| Año                    | Desempeño         | PJ                | PG                | PE                | PP                | GF                | GC                | Goleador(es)                   |                   |
| ---------------------- | ----------------- | ----------------- | ----------------- | ----------------- | ----------------- | ----------------- | ----------------- | ------------------------------ | ----------------- |
| Copa Sudamericana 2003 | Cuartos de final  | 6                 | 2                 | 3                 | 1                 | 8                 | 5                 | -                              |                   |
| Copa Sudamericana 2004 | Cuartos de final  | 8                 | 2                 | 3                 | 3                 | 11                | 10                | -                              |                   |
| Copa Sudamericana 2005 | Primera Ronda     | 2                 | 1                 | 0                 | 1                 | 3                 | 3                 | -                              |                   |
| Copa Sudamericana 2006 | Octavos de final  | 4                 | 2                 | 0                 | 2                 | 2                 | 4                 | André y Wellington Paulista: 1 |                   |
| Copa Sudamericana 2010 | Primera Ronda     | 2                 | 1                 | 0                 | 1                 | 2                 | 3                 | Zé Eduardo: 2                  |                   |
| Copa Sudamericana 2019 | Primera ronda     | 2                 | 0                 | 2                 | 0                 | 1                 | 1                 | Yeferson Soteldo: 1            |                   |
| Copa Sudamericana 2021 | Cuartos de final  | 4                 | 2                 | 1                 | 1                 | 4                 | 3                 | Kaio Jorge: 2                  |                   |
| Copa Sudamericana 2022 | Octavos de final  | 8                 | 3                 | 4                 | 1                 | 9                 | 7                 | Bryan Angulo: 3                |                   |
| Copa Sudamericana 2023 | Fase de grupos    | 6                 | 1                 | 0                 | 1                 | 2                 | 3                 | Zé Eduardo : 1                 |                   |
| Total                  |                   | 42                | 14                | 15                | 13                | 41                | 40                | -                              |                   |

| Supercopa de Campeones Intercontinentales      | Supercopa de Campeones Intercontinentales | Supercopa de Campeones Intercontinentales | Supercopa de Campeones Intercontinentales | Supercopa de Campeones Intercontinentales | Supercopa de Campeones Intercontinentales | Supercopa de Campeones Intercontinentales | Supercopa de Campeones Intercontinentales | Supercopa de Campeones Intercontinentales | Supercopa de Campeones Intercontinentales |
| Año                                            | Desempeño                                 | PJ                                        | PG                                        | PE                                        | PP                                        | GF                                        | GC                                        | Goleador(es)                              |                                           |
| ---------------------------------------------- | ----------------------------------------- | ----------------------------------------- | ----------------------------------------- | ----------------------------------------- | ----------------------------------------- | ----------------------------------------- | ----------------------------------------- | ----------------------------------------- | ----------------------------------------- |
| Supercopa de Campeones Intercontinentales 1968 | Campeón                                   | 5                                         | 4                                         | 0                                         | 1                                         | 7                                         | 5                                         | Toninho: 3                                |                                           |
| Supercopa de Campeones Intercontinentales 1969 | Primera Ronda                             | 5                                         | 1                                         | 0                                         | 4                                         | 5                                         | 9                                         | Manoel Maria y Pelé: 2                    |                                           |
| Total                                          |                                           | 10                                        | 5                                         | 0                                         | 5                                         | 12                                        | 14                                        | Toninho y Pelé: 3                         |                                           |

| Copa Conmebol      | Copa Conmebol | Copa Conmebol | Copa Conmebol | Copa Conmebol | Copa Conmebol | Copa Conmebol | Copa Conmebol | Copa Conmebol  | Copa Conmebol |
| Año                | Desempeño     | PJ            | PG            | PE            | PP            | GF            | GC            | Goleador(es)   |               |
| ------------------ | ------------- | ------------- | ------------- | ------------- | ------------- | ------------- | ------------- | -------------- | ------------- |
| Copa Conmebol 1998 | Campeón       | 8             | 4             | 3             | 1             | 14            | 6             | Paulo Viola: 4 |               |
| Total              |               | 8             | 4             | 3             | 1             | 14            | 6             | Paulo Viola: 4 |               |

| Recopa Sudamericana      | Recopa Sudamericana | Recopa Sudamericana | Recopa Sudamericana | Recopa Sudamericana | Recopa Sudamericana | Recopa Sudamericana | Recopa Sudamericana | Recopa Sudamericana     | Recopa Sudamericana |
| Año                      | Desempeño           | PJ                  | PG                  | PE                  | PP                  | GF                  | GC                  | Goleador(es)            |                     |
| ------------------------ | ------------------- | ------------------- | ------------------- | ------------------- | ------------------- | ------------------- | ------------------- | ----------------------- | ------------------- |
| Recopa Sudamericana 2012 | Campeón             | 2                   | 1                   | 1                   | 0                   | 2                   | 0                   | Neymar y Bruno Peres: 1 |                     |
| Total                    |                     | 2                   | 1                   | 1                   | 0                   | 2                   | 0                   | Neymar y Bruno Peres: 1 |                     |

### Por competición
- En negrita competiciones en activo.

| Torneo                                    | Temp. | PJ  | PG  | PE | PP | GF  | GC  | Dif. | Puntos |
| ----------------------------------------- | ----- | --- | --- | -- | -- | --- | --- | ---- | ------ |
| Copa Libertadores de América              | 16    | 153 | 83  | 32 | 38 | 287 | 173 | +114 | 266    |
| Copa Intercontinental                     | 2     | 5   | 4   | 0  | 1  | 15  | 10  | +5   | 12     |
| Copa Mundial de Clubes de la FIFA         | 1     | 2   | 1   | 0  | 1  | 3   | 5   | -2   | 3      |
| Copa Sudamericana                         | 9     | 24  | 14  | 15 | 13 | 43  | 41  | +2   | 47     |
| Supercopa de Campeones Intercontinentales | 2     | 11  | 5   | 0  | 6  | 13  | 18  | -5   | 15     |
| Copa Conmebol                             | 1     | 8   | 4   | 3  | 1  | 14  | 6   | +8   | 15     |
| Recopa Sudamericana                       | 1     | 2   | 1   | 1  | 0  | 2   | 0   | +2   | 4      |
| Supercopa Sudamericana                    | 10    | 30  | 7   | 11 | 12 | 33  | 43  | -10  | 32     |
| Total                                     | 42    | 253 | 119 | 62 | 72 | 411 | 297 | +114 | 394    |

## Palmarés

### Títulos oficiales
Nota: en negrita competiciones vigentes en la actualidad.
Torneos nacionales
| Competición nacional | Títulos                                         | Subcampeonatos                                  |
| -------------------- | ----------------------------------------------- | ----------------------------------------------- |
| Serie A (8/8)        | 1961, 1962, 1963, 1964, 1965, 1968, 2002, 2004. | 1959, 1966, 1983, 1995, 2003, 2007, 2016, 2019. |
| Copa de Brasil (1/1) | 2010.                                           | 2015.                                           |
| Serie B (1/0)        | 2024                                            |                                                 |

Torneos internacionales
| Competición internacional                       | Títulos                   | Subcampeonatos |  |
| Copa Mundial de Clubes de la FIFA (0/1)         |                           | 2011.          |  |
| Copa Intercontinental (2/0)                     | 1962, 1963.               |                |  |
| Copa Libertadores de América (3/2)              | 1962, 1963, 2011.         | 2003, 2020.    |  |
| Supercopa de Campeones Intercontinentales (1/0) | 1968. (Récord compartido) |                |  |
| Copa Conmebol (1/0)                             | 1998.                     |                |  |
| Recopa Sudamericana (1/0)                       | 2012.                     |                |  |

Torneos estaduales
| Competición estadual        | Títulos | Subcampeonatos                                                               |
| --------------------------- | --- | ---------------------------------------------------------------------------- |
| Campeonato Paulista (22/13) | 1935, 1955, 1956, 1958, 1960, 1961, 1962, 1964, 1965, 1967, 1968, 1969, 1973, 1978, 1984, 2006, 2007, 2010, 2011, 2012, 2015, 2016. | 1927, 1928, 1929, 1948, 1950, 1957, 1959, 1980, 2000, 2009, 2013, 2014, 2024 |
| Copa Paulista (1/1)         | 2004 | 1962                                                                         |

Torneos estaduales no regulares
| Competición estadual           | Títulos                 |
| ------------------------------ | ----------------------- |
| Torneio Início Paulista (4)    | 1926, 1937, 1952, 1984. |
| Taça Cidade de São Paulo (1)   | 1949.                   |
| Taça Estado de São Paulo (1)   | 1970.                   |
| Torneio Laudo Natel (1)        | 1975                    |
| Campeonato Santista (3)        | 1913, 1915, 1944.       |
| Torneo Início Santista (2)     | 1940, 1958.             |
| Torneo Relámpago de Santos (1) | 1945.                   |

Torneos interestaduales
| Competición interestadual  | Títulos                                           | Subcampeonatos |
| -------------------------- | ------------------------------------------------- | -------------- |
| Torneo Río-São Paulo (5/1) | 1959, 1963, 1964, 1966, 1997. (Récord compartido) | 1999.          |